# (36632) 2000 QB171
2000 QB171 (asteroide 36632) é um asteroide da cintura principal. Possui uma excentricidade de 0.09015160 e uma inclinação de 4.45238º.
Este asteroide foi descoberto no dia 31 de agosto de 2000 por LINEAR em Socorro.